# Titanfall 2
Titanfall 2 is een first-person shooter ontwikkeld door Respawn Entertainment. Het spel werd wereldwijd uitgebracht op 28 oktober 2016 voor Windows, PlayStation 4 en Xbox One.

## Spel
Zoals zijn voorganger Titanfall is het spel een first-person shooter waarbij spelers als piloot maar ook als Titan kunnen spelen. Als piloot krijgen spelers verschillende vaardigheden die ze kunnen gebruiken in de strijd. Als Titan zijn spelers veel trager dan piloten, maar zijn ze sterker dan hen. De speler heeft keuze uit 7 verschillende Titans namelijk Ion, Tone, Northstar, Ronin, Schorch, Legion en de later toegevoegde Monarch. Elk beschikken ze over unieke vaardigheden en wapens, in tegenstelling tot zijn voorganger. Ook nieuw in Titanfall 2 is de singleplayer campaign. Het beschikt over 9 verschillende velden waar overal een divers deel van het verhaal wordt afgespeeld. Alle velden zijn heel open zodat de speler het veld voldoende kan ontdekken en ook op diverse manieren kan uitspelen.